# 小口利幸
小口 利幸（おぐち としゆき、1951年（昭和26年）8月24日 - ）は日本の政治家。塩尻市長（第6代）。

## 来歴
長野県塩尻市出身。1976年慶應義塾大学工学部卒業。セイコーエプソンに入社、設計課長を務める。1998年に退社した後は塩尻市議会議員を2期務め、2002年に市長に初当選。平成の大合併では楢川村との合併を実現した。また、JR塩尻駅を中心とした市街地の活性化に取り組み、基本計画（2008年11月11日承認）を策定、2010年には旧塩尻市立図書館を移転、新築した市民交流センター「えんぱーく」の開業を実現した。2022年1月14日、6選不出馬を表明した。2023年11月3日、秋の叙勲で旭日中綬章を受章。